# Классен, Егор Иванович
Его́р Ива́нович Кла́ссен (1795—16 (28) июля 1862) — российский преподаватель, автор научно-образовательных книг и учебных пособий (об архитектуре, механике, садоводстве, рисовании и др.), литератор.
Имел немецкое происхождение, российский подданный с 1836 года. Имел титул статского советника. В 1826 году входил в комиссию по коронации Николая I. С 1825 года профессиональная деятельность Классена была связана с Московской практической коммерческой академией.
Один из основных представителей славянской школы, направления, представители которого стремились доказать глубокую древность и исконную высокую цивилизованность славян и русских. Классен известен как автор любительских гипотез о славянской истории и письменности, считая славянами многие древние народы, в частности, этрусков, а славянскими — многие древние системы письма.

## Биография
С 1811 года Егор Классен учился в Архитектурном училище Экспедиции кремлёвского строения, одновременно числясь в нём на службе подканцеляристом, а с 1816 года — канцеляристом. В архитектурном училище состоял до 1838 года (в 1832 был избран учёным секретарём): преподавал «физику в приложении к зодчеству». В 1825 году в чине коллежского секретаря поступил учителем российского гражданского права в Московскую практическую коммерческую академию, где вскоре стал секретарём Совета академии, а в 1831 году — попечителем академии. В коммерческой академии состоял до 1847 года; преподавал математику, теоретическую механику и технологию.
В 1826 году входил в Комиссию по коронации Николая I: «был при отделке Петровского театра для придворного маскарада и при освещении Кремля». В 1841—1855 годах редактировал «Журнал садоводства». Состоял членом ряда обществ. Доктор философии и магистр изящных наук Гессенского университета (1846).
Занимался благотворительностью, был членом Московского комитета о просящих милостыни, директором Ольгинского приюта (1844—1859), членом Московского комитета Человеколюбивого общества. За многостороннюю и активную деятельность Классен неоднократно награждался орденами и другими государственными знаками отличия. 29 апреля 1838 года получил потомственное дворянство и стал родоначальником рода Классенов, занесённого в XI том Общего гербовника.
Начиная с 1830 года, Классен много времени посвящал сочинительству.

## Литературная деятельность
Как беллетрист Классен дебютировал вольным переводом с датского комедии Л. Хольберга «Оловянщик-политик» (1830). Автор романа «Провинциальная жизнь (Ольский)» (1843), где соединил описательные «провинциальные сцены» с романтической историей капитана Ольского. Эта линия, «вопреки авторскому намерению, носит пародийный характер, изобилуя псевдоромантическими штампами, стилистическими и сюжетными». Роман этот вызвал отрицательный отзыв В. Г. Белинского: «путаница, в которой ровно ничего нельзя понять и из которой ровно ничего нельзя упомнить… это больше, чем просто бездарность: это явное отсутствие здравого смысла», с ним были согласны и другие рецензенты романа. Во время Крымской войны публиковал и преподносил начальству патриотические стихотворения (в том числе на немецком языке), за которые получал награды.

## Любительские исторические теории

«Новые материалы для древнейшей истории славян вообще и Славяно-Русов до рюриковского времени в особенности с лёгким очерком истории руссов до Рождества Христова»

Классен пытался доказать, что славяне обрели свою государственность не позднее, чем финикийцы, греки или римляне и находил славян на многих территориях и во многие эпохи. По его мнению, славяне обитали у Балтийского моря 4 тысячи лет назад, русы героически защищали Трою, жили в Аравии эпохи царя Соломона, в начале н. э. существовала «Великая Россия». Со славянами им отождествлялись почти все народы Геродотовой Скифии, начиная с самих скифов, а русские связывались с этрусками. Он писал, что уже 4 тысячи лет назад венеды обладали грамотой, и называл все рунические письмена славянскими. Санскрит Классен отождествлял со славянским языком, парсов относил к славянам. Донских казаков он производил от гетов, а геты, по его мнению, жили в Малой Азии.
Классен является автором очерка «Новые материалы для древнейшей истории славян вообще и славяно-руссов до Рождества Христова)» (1—3, М., 1854—1861) и автором единственного перевода на русский язык труда польского филолога-любителя Тадеуша Воланского «Описание памятников, объясняющих славяно-русскую историю», который был выпущен с примечаниями Классена в качестве приложения к «Новым материалам…». В них он излагает теорию существования дохристианской славянской письменности — «славянских рун». К «славянским рунам» Классен относил ряд древних письменностей, в частности, этрусский алфавит.
В своей книге «Новые материалы…» Классен писал: 

Между тем история древнейшей славянской Руси так богата фактами, что везде находятся её следы, вплетшиеся в быт всех народов Европейских, при строгом разборе которых Русь сама собою выдвинется вперед и покажет все разветвление этого величайшего в мире племени…
Также он отрицательно отзывался о российско-немецких историках-норманистах, таких как Готлиб Байер, Август Шлецер, Герхард Миллер и др. В частности, в тех же «Новых материалах…» он назвал их «недобросовестными».

## Оценки деятельности
В целом он не выдвинул новых идей, а скомпилировал представления Ломоносова, Шлегеля, Венелина, Хомякова и ряд других авторов. Эти авторы предпринимали попытки сформулировать методические приёмы работы и опираться на них при анализе источников, однако Классен этого не делал. Его труд имел идеологическую цель предоставить моральную компенсацию за поражение в Крымской войне, продемонстрировав их исторические преимущества русских перед другими народами, доказав их особое политическое место в мире.
В области истории Классен не имел авторитета ни у своих современников, ни у специалистов последующих поколений.
Историк и археолог А. А. Формозов относит псевдонаучные сочинения Классена к написанным с позиций «обоснования предвзятых идей (в данном случае — о величии и древности своего народа)»:

Некий Егор Классен (садовник по специальности) провозгласил тогда, что «славяно-россы как народ, ранее римлян и греков образованный, оставили по себе во всех частях Старого света множество памятников». Это и этрусские надписи, и развалины Трои. Даже «Илиаду» написал не какой-то там Гомер, а наш русский певец Боян.
— Формозов А. А. Человек и наука
Классен пользуется авторитетом у авторов «славяно-арийского мифа». В 1990-е—2000 годы на волне нового оживления интереса к любительским гипотезам книги Классена вновь переиздавались в России. В частности, теорию Классена в 1991 году охотно популяризировал журнал «Волхв», печатный орган одного из наиболее радикальных течений русских националистов-неоязычников. Книга Классена была переиздана российским издательством «Белые альвы» в 1999 году.

## Работы
- Руководство к устроению артезианских (артезийских) или водометных колодцев, для добывания посредством оных самой лучшей пресной воды (1833);
- Физика в приложении к зодчеству (1835);
- Речь об основаниях истинного просвещения и о ходе оного в России, говоренная на торжественном акте Московского дворцового архитектурного училища учёным секретарем Конференции оного Училища, коллежским асессором Егором Классеном, марта 24-го дня 1833 года (1833);
- Краткая история Московского дворцового архитектурного училища с 1-го марта 1833 г. по 1-е марта 1834 года, читанная на торжественном акте оного Училища, Мая 8 дня 1834 года (1843);
- Техническая механика, заключающая в себе руководство к познанию свойства машин без помощи высших вычислений, сочинённая в пользу воспитанников Московской Практической коммерческой академии (1834);
- Практические заметки для начинающих рисовать пейзажи акварелью (1847);
- Беседа в торжественном собрании Российского общества любителей садоводства, 14-го ноября 1856 года, о цели садоводства, успехах его, современных требованиях, а равно о почерпаемых в нём наслаждениях (1856);
- Новые материалы для древнейшей истории славян вообще и Славяно-Русов до рюриковского времени в особенности с лёгким очерком истории руссов до Рождества Христова (1854—1861);
- Описание памятников, объясняющих славяно-русскую историю, составленное Фадеем Воланским, переведённое Егором Классеном // Новые материалы для древнейшей истории славян вообще и славяно-руссов в особенности с лёгким очерком истории русов до Рождества Христова. — М., 1854; СПб., 1995.